# Carayonella hutchinsoni
Carayonella hutchinsoni — вид напівводних клопів з родини велій (Veliidae). Поширений у Західній та Центральній Африці.

## Підвиди
- Carayonella hutchinsoni guineensis
- Carayonella hutchinsoni hutchinsoni

## Оригінальна публікація
- Poisson, R., 1948. Hydrocorises du Cameroun (Mission J. Carayon 1947).: — Revue Francaise d'Entomologie, vol. 15, no. 3: ст. 167—177.